# Triptyque des Monts et Châteaux 2012
Il Triptyque des Monts et Châteaux 2012, diciassettesima edizione della corsa, valevole come prova del circuito UCI Europe Tour 2012 categoria 2.2, si svolse in 4 tappe dal 30 marzo al 2 aprile 2012 per un percorso di 433,7 km, con partenza da Château d’Estaimbourg ed arrivo a Tournai. Fu vinto dal lussemburghese Bob Jungels della squadra Leopard-Trek Continental, che si impose in 9h 58' 43" alla media di 43,46 km/h.
Al traguardo di Tournai furono 94 i ciclisti che completarono la competizione.

## Tappe
| Tappa  | Data      | Percorso                             | km    | Vincitore di tappa | Leader cl. generale |
| ------ | --------- | ------------------------------------ | ----- | ------------------ | ------------------- |
| 1ª     | 30 marzo  | Castello d’Estaimbourg > Quevaucamps | 175,9 | Sean De Bie        | Sean De Bie         |
| 2ª     | 31 marzo  | Mont-de-l'Enclus (Cron. individuale) | 9,3   | Dylan van Baarle   | Bob Jungels         |
| 3ª     | 1º aprile | Mont-de-l'Enclus > Vieux-Condé       | 85,5  | Antoine Demoitié   | Sean De Bie         |
| 4ª     | 2 aprile  | Castello di Belœil > Tournai         | 163   | Wouter Wippert     | Bob Jungels         |
| Totale | Totale    | Totale                               | 433,7 |                    |                     |

## Squadre partecipanti
| N.      | Cod. | Squadra                            |
| ------- | ---- | ---------------------------------- |
| 1-7     | LOT  | Lotto-Belisol U23                  |
| 11-17   | EFC  | EFC-Omega Pharma-Quickstep         |
| 21-27   | KAZ  | Kazakistan                         |
| 31-37   | SOE  | Soenens-Construkt Glas             |
| 41-47   | BHD  | BMC-Hincapie Sportswear Dev.       |
| 51-57   | TET  | Thüringer Energie Team             |
| 61-67   | RB3  | Rabobank Continental Team          |
| 71-77   | TER  | Terra Footwear Bicycle Line        |
| 81-87   | WBC  | Wallonie Bruxelles-Crédit Agricole |
| 91-97   | NOR  | Norvegia                           |
| 101-107 | TIK  | Itera-Katusha                      |

| N.      | Cod. | Squadra                      |
| ------- | ---- | ---------------------------- |
| 111-117 | MEL  | Melbotech-Prorace            |
| 121-127 | ARH  | Atlas Personal-Jakroo        |
| 131-137 | FWB  | Idemasport-Biowanze          |
| 141-147 | OTT  | Ottignies-Perwez             |
| 151-157 | OVY  | Ovyta-Eijssen-Acrog          |
| 161-167 | LET  | Leopard-Trek Continental     |
| 171-177 | FUJ  | Fuji Test Team               |
| 181-187 | VLT  | Technics-Abutriek            |
| 191-197 | PWC  | Pôle Continental Wallon      |
| 201-207 | JVC  | Jong Vlaanderen Cycling Team |
| 211-217 | DEE  | Deerlijk-Gaverzicht-Matexi   |

## Dettagli delle tappe

### 1ª tappa
- 30 marzo: Castello d’Estaimbourg > Quevaucamps – 175,9 km

Risultati
| Pos. | Corridore          | Squadra       | Tempo    |
| ---- | ------------------ | ------------- | -------- |
| 1    | Sean De Bie        | Ovyta-Eijssen | 4h00'59" |
| 2    | Bob Jungels        | Leopard       | s.t.     |
| 3    | Alexandr Pliuschin | Leopard       | s.t.     |

| Pos. | Corridore          | Squadra       | Tempo    |
| ---- | ------------------ | ------------- | -------- |
| 1    | Sean De Bie        | Ovyta-Eijssen | 4h00'44" |
| 2    | Bob Jungels        | Leopard       | s.t.     |
| 3    | Alexandr Pliuschin | Leopard       | a 7"     |

### 2ª tappa
- 31 marzo: Mont-de-l'Enclus – Cronometro individuale – 9,3 km

Risultati
| Pos. | Corridore        | Squadra        | Tempo  |
| ---- | ---------------- | -------------- | ------ |
| 1    | Dylan van Baarle | Rabobank Con.  | 12'26" |
| 2    | Tim Wellens      | Lotto U23      | a 11"  |
| 3    | Benjamin Verraes | Jong Vlaander. | a 17"  |

| Pos. | Corridore          | Squadra       | Tempo    |
| ---- | ------------------ | ------------- | -------- |
| 1    | Bob Jungels        | Leopard       | 4h13'38" |
| 2    | Sean De Bie        | Ovyta-Eijssen | s.t.     |
| 3    | Alexandr Pliuschin | Leopard       | a 10"    |

### 3ª tappa
- 1º aprile: Mont-de-l'Enclus > Vieux-Condé – 85,5 km

Risultati
| Pos. | Corridore        | Squadra       | Tempo    |
| ---- | ---------------- | ------------- | -------- |
| 1    | Antoine Demoitié | Idemasport    | 1h52'50" |
| 2    | Wouter Wippert   | Lotto U23     | s.t.     |
| 3    | Sean De Bie      | Ovyta-Eijssen | s.t.     |

| Pos. | Corridore          | Squadra       | Tempo    |
| ---- | ------------------ | ------------- | -------- |
| 1    | Sean De Bie        | Ovyta-Eijssen | 6h06'26" |
| 2    | Bob Jungels        | Leopard       | a 2"     |
| 3    | Alexandr Pliuschin | Leopard       | a 12"    |

### 4ª tappa
- 2 aprile: Castello di Belœil > Tournai – 163 km

Risultati
| Pos. | Corridore          | Squadra       | Tempo    |
| ---- | ------------------ | ------------- | -------- |
| 1    | Wouter Wippert     | Lotto U23     | 3h52'24" |
| 2    | Sergey Pomoshnikov | Itera-Katusha | s.t.     |
| 3    | Eugenio Alafaci    | Leopard       | s.t.     |

| Pos. | Corridore   | Squadra       | Tempo    |
| ---- | ----------- | ------------- | -------- |
| 1    | Bob Jungels | Leopard       | 7h03'43" |
| 2    | Ivar Slik   | Rabobank Con. | a 51"    |
| 3    | Marc Goos   | Rabobank Con. | a 54"    |

## Classifiche finali

### Classifica generale
| Pos. | Corridore          | Squadra        | Tempo    |
| ---- | ------------------ | -------------- | -------- |
| 1    | Bob Jungels        | Leopard        | 9h58'43" |
| 2    | Ivar Slik          | Rabobank Con.  | a 51"    |
| 3    | Marc Goos          | Rabobank Con.  | a 54"    |
| 4    | Eugenio Alafaci    | Leopard        | a 1'00"  |
| 5    | Sean De Bie        | Ovyta-Eijssen  | a 1'02"  |
| 6    | Jeroen Hoorne      | EFC-Omega P.   | a 1'06"  |
| 7    | Niels Reynvoet     | Lotto U23      | a 1'07"  |
| 8    | Alexandr Pliuschin | Leopard        | a 1'14"  |
| 9    | Dylan van Baarle   | Rabobank Con.  | a 1'15"  |
| 10   | Benjamin Verraes   | Jong Vlaander. | a 1'32"  |

### Classifica a punti
| Pos. | Corridore        | Squadra       | Punti |
| ---- | ---------------- | ------------- | ----- |
| 1    | Bob Jungels      | Leopard       | 51    |
| 2    | Wouter Wippert   | Lotto U23     | 45    |
| 3    | Sean De Bie      | Ovyta-Eijssen | 44    |
| 4    | Eugenio Alafaci  | Leopard       | 30    |
| 5    | Dylan van Baarle | Rabobank Con. | 21    |

### Classifica scalatori
| Pos. | Corridore      | Squadra       | Punti |
| ---- | -------------- | ------------- | ----- |
| 1    | Bob Jungels    | Leopard       | 30    |
| 2    | Floris Smeyers | Ovyta-Eijssen | 15    |
| 3    | Sean De Bie    | Ovyta-Eijssen | 7     |
| 4    | Tom David      | Pôle Contin.  | 6     |
| 5    | Ivar Slik      | Rabobank Con. | 6     |

### Classifica giovani
| Pos. | Corridore      | Squadra       | Tempo    |
| ---- | -------------- | ------------- | -------- |
| 1    | Ivar Slik      | Rabobank Con. | 9h59'34" |
| 2    | Ruben Zepuntke | Rabobank Con. | a 1"     |
| 3    | Rick Zabel     | Rabobank Con. | a 1'24"  |
| 4    | Boris Vallee   | Idemasport    | a 1'25"  |
| 5    | Jérôme Kerf    | Idemasport    | a 6'17"  |

### Classifica a squadre
| Pos. | Squadra                     | Tempo     |
| ---- | --------------------------- | --------- |
| 1    | Lotto-Belisol U23           | 29h58'17" |
| 2    | Leopard-Trek Continental    | a 44"     |
| 3    | Rabobank Continental Team   | a 56"     |
| 4    | EFC-Omega Pharma-Quick Step | a 2'31"   |
| 5    | Ovyta-Eijssen-Acrog         | a 7'44"   |